# Orseolia ischaemi
Orseolia ischaemi är en tvåvingeart som först beskrevs av Jean-Jacques Kieffer 1910.  Orseolia ischaemi ingår i släktet Orseolia och familjen gallmyggor. Inga underarter finns listade i Catalogue of Life.